# Svetlana Ivanova
Pour les articles homonymes, voir Ivanova.
Svetlana Ivanova (en russe : Светла́на Андре́евна Ивано́ва), née le 26 septembre 1985 à Moscou, est une actrice russe.

## Biographie
Svetlana Ivanova naît dans la famille d'ingénieurs à Moscou. Scolarisée à l'école avec l'option mathématiques, elle fréquente également un studio d'art dramatique pour enfants. Elle fait ses études à l'Institut national de la cinématographie notamment auprès d'Igor Iassoulovitch et en sort diplômée en 2006. En 2011, elle est nommée pour un Aigle d'or de la meilleure actrice à la télévision pour le rôle dans la série Dimanche des Rameaux. En 2017, elle est de nouveau nommée dans la même catégorie pour son rôle dans la série L'Enquêteur Tikhonov. Depuis 2011, elle est actrice du théâtre Sovremennik où son début sur scène a eu lieu dans le spectacle Cœur ardent d'Alexandre Ostrovski adaptée par Egor Peregoudov,. 

## Filmographie

### Cinéma
- 2010 : La Maison du Soleil (Дом Солнца) de Garik Soukatchev : Sacha
- 2011 : Dark Fantasy (Тёмный мир) d'Anton Meguerditchev : Marina
- 2012 : War Zone (Август. Восьмого) de Djanik Faïziev : Ksenia
- 2013 : Le Légendaire n°17 (Легенда №17) de Nikolaï Lebedev : Irina Smirnova
- 2013 : Druzya Druzey (Друзья друзей) de Sarik Andreassian : Kristina
- 2019 : The Blackout (Аванпост) : Olga

### Télévision
- 2009 : Dimanche des Rameaux (Вербное воскресенье) d'Anton Sivers : Oksana
- 2010 : Dr Tyrsa (Доктор Тырса) d'Aliona Zvantsova (en) : Lika
- 2016 : L'Enquêteur Tikhonov (Следователь Тихонов) de Sergueï Snejkine (ru) : Elena Lavrova